# 斯里巴加湾市

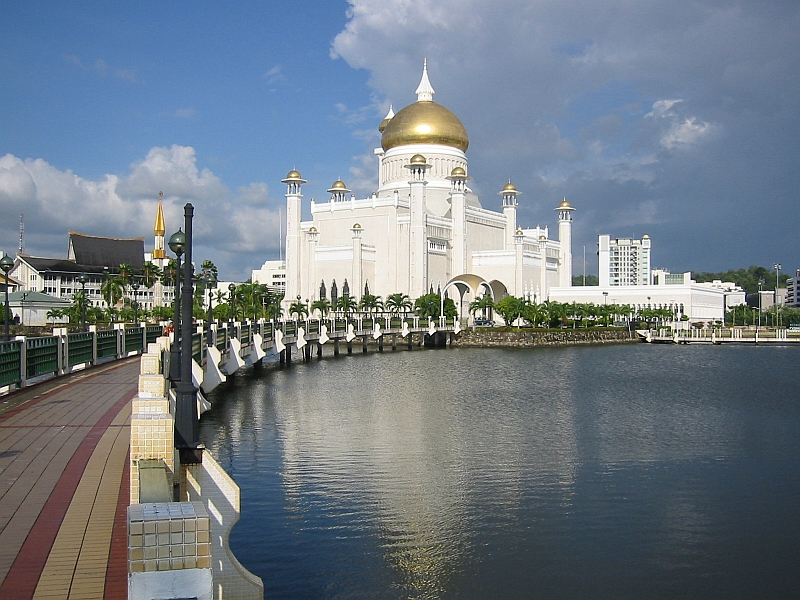
清真寺

斯里巴加湾市（直译：「聖主之城」），又稱斯里巴卡旺市，是汶萊自17世紀起的首都，原名汶萊城（Bandar Brunei），1970年10月4日改爲現名。2010年統計人口約14萬人，位于林梦河注入南中国海的入海口。地理位置为东经114°55'，北纬4°55'。
市内的名胜包括文莱苏丹的宫殿，这座宫殿是世界上最大的宫殿之一。其它名胜有1958年建造的奥马尔·阿里·赛福鼎清真寺以及它附近的汶莱水乡。
市内的工业有家具、纺织、手工艺、木材工业，此外还有石油和天然气加工的工业。